# Fabian Koch
Fabian Koch (Rum, 24 giugno 1989) è un calciatore austriaco, difensore del Natters.

## Palmarès

### Club

#### Competizioni nazionali
- Coppa d'Austria: 1

Sturm Graz: 2017-2018